# Nueva Generación Democrática
Nueva Generación Democrática (NGD) fue un partido político venezolano de derecha, vinculado a la Internacional Liberal, de la cual fue miembro observador.

## Historia
El partido fue fundado en 1979, liderado por Vladimir Gessen, quien había formado parte en años anteriores del Movimiento de Integridad Nacional (MIN), retirándose de este luego de la muerte de Renny Ottolina. También formó parte de NGD el general retirado Arnaldo Castro Hurtado.
Su primera participación electoral ocurrió en las elecciones de 1983, en donde apoyó la candidatura de Rafael Caldera junto a Copei, Independientes con Caldera (ICC), Comité Independiente Mayoritario (CIMA), el Frente Unidad Nacionalista (FUN) y el Movimiento Independiente Organizado (MIO). En las elecciones parlamentarias obtuvo 10 288 votos, sin lograr escaños en el Senado ni la Cámara de Diputados.
En las elecciones parlamentarias de 1988 logró la elección de 6 diputados y un senador. En la elección presidencial presentó la candidatura de Vladimir Gessen, quien quedó en séptimo lugar con 28 329 votos (0,39%). En enero de 1989 formó la coalición Derecha Emergente de Venezuela (DEV) junto con la Organización Renovadora Auténtica (ORA) y Fórmula 1 (F1); hacia esa fecha la directiva del partido estaba encabezada por Germán Febres Chaitaing (presidente), Antonio José Villalobos (director) y Vladimir Gessen Rodríguez (secretario general).
En la elección presidencial de 1993 apoyó la candidatura de José Antonio Cova junto con el Movimiento Renovación Nacional (MRN), quien obtuvo 4937 votos (0,09%). En las elecciones parlamentarias logró la elección de un diputado. Luego de esto el partido entró en una etapa de bajo perfil y no volvió a participar en elecciones.

## Resultados electorales

### Elecciones presidenciales
Leyenda:      En coalición con otros partidos
|  | 0.18 % |

|  | 0.39 % |

|  | 0.06 % |

### Elecciones legislativas
| Año  | # de votos | % de votos | Diputados | +/-   | Senadores | +/-   |
| ---- | ---------- | ---------- | --------- | ----- | --------- | ----- |
| 1983 | 10 288     | 0,2%       | 0/200     | Nuevo | 0/44      | Nuevo |
| 1988 | 236 833    | 3,3%       | 6/201     | 6     | 1/46      | 1     |
| 1993 | 252 471    | 5,4%       | 1/203     | 5     | 0/50      | 1     |